# Festival international du film fantastique de Neuchâtel 2019
 (août 2023).
Si vous disposez d'ouvrages ou d'articles de référence ou si vous connaissez des sites web de qualité traitant du thème abordé ici, merci de compléter l'article en donnant les références utiles à sa vérifiabilité et en les liant à la section « Notes et références ».
Le Festival international du film fantastique de Neuchâtel 2019, 19e édition du festival, se déroule du 5 au 13 juillet 2019. Le budget 2019 est de 2’339’000.- dont une participation de la Confédération de 148'470.-. 
Cette édition accueille plus de 350 invités et sa fréquentation monte à 48 000 festivaliers, dont 34 000 billets vendus pour les projections. Elle se caractérise par « une couverture mondiale d’une ampleur inédite dans son histoire », avec notamment des films du Brésil et d'Afrique subsaharienne.

## Déroulement et faits marquants
La programmation a été annoncée le 20 juin 2019.
Lieux : Théâtre du Passage 1, Théâtre du Passage 2 (symposiums), Arcades, Rex, Temple du bas (expositions, Music@NIFFF), Studio, Open Air Place de Halles

## Jurys et invités

### Le jury international
- Anaïs Bertrand, productrice, ( France)
- Katrin Gebbe, réalisatrice, ( Allemagne)
- Piodor Gustafsson, producteur, ( Suède)
- Fernando Navarro, scénariste, ( Espagne)
- Alexandre O. Philippe, réalisteur, ( Suisse)

### Le jury Méliès
- Denise Bücher, journaliste,( Suisse)
- Evrim Ersoy, Directeur de la création Fantastic Fest, ( Royaume-Uni)
- Valeria Richter, Creative Producer, Scriptwriter, Nordic Factory Copenhagen, ( Danemark)

### Jury critique internationale
- Roberto Della Torre, journaliste, ( Italie) (Nocturno,  Italie)
- Anna Gélibert, journaliste, ( France) (Mad Movies,  France)
- Rául Gil, journaliste, ( Espagne) (Scifiworld,  Espagne)
- James Marsh, journaliste, ( Royaume-Uni) (Screen Anarchy,  Canada)
- Dominic Saxl, journaliste, ( Allemagne) (Deadline,  Allemagne)

### Jury SSA/Suisseimage
- Corinne Frei, directeur adjoint SSA/SUISSIMAGE ( Suisse)
- Pascaline Sordet, journaliste ( Suisse)
- Antoine Russbach, réalisateur ( Suisse)

### Jury Taurus Studio
- Claude Lander, fondateur du studio ( Suisse)
- Ludovic Maggioni, directeur, Muséum D’histoire Naturelle De Neuchâtel ( Suisse)
- Régis Mérillat , journaliste ( Suisse)

## Sélection

### Longs métrages

#### Compétition Internationale
- The Room (2019) de Christian Volckman ( France,  Belgique,  Luxembourg)
- Sons of Denmark (Danmarks sønner, 2019) de Ulaa Salim ( Danemark)
- Swallow (2019) de Carlo Mirabella-Davis ( États-Unis,  France) (Première internationale)
- Extra Ordinary (2019) de Mike Ahern et Enda Loughman ( Irlande,  Belgique)
- The Lodge (2019) de Severin Fiala et Veronika Franz ( Royaume-Uni,  États-Unis)
- Come to Daddy (2019) de Ant Timpson ( Canada,  Nouvelle-Zélande,  Irlande,  États-Unis) (Première européenne)
- Répertoire des villes disparues (2019) de Denis Côté ( Canada)
- Jesus shows you the way to the Highway (2019) de Miguel Llansó ( Éthiopie,  Espagne,  Estonie) (Première mondiale)
- The Hole in the Ground (2019) de Lee Cronin ( Irlande)
- Daniel Isn't Real (2019) de Adam Egypt Mortimer ( États-Unis) (Première européenne)
- Les Particules (2019) de Blaise Harrison ( Suisse,  France) (Première internationale)
- Something Else (2019) de Jeremy Gardner et Christian Stella ( États-Unis) (Première internationale)
- His Master's Voice (2018) de György Pálfi ( Honduras,  Canada)
- Knives and Skin (2019) de Jennifer Reeder ( Mexique,  Pays-Bas)
- Yves (2019) de Benoît Forgeard ( France)
- Bacurau (2019) de Kleber Mendonça Filho et Juliano Dornelles ( Brésil,  France)

##### Invités International competition
- Lionel Baier, réalisateur, producteur Les particules ( Suisse)
- Blaise Harrison, réalisateurLes particules ( Suisse)
- Lee Cronin, réalisateur The Hole in the Ground ( États-Unis)
- Jeremey Gardner, réalisateur Something Else ( États-Unis)
- Emilie Lescaux, productrice Bucarau ( France)
- Juliano Dornelles, réalisateur Bucarau ( Brésil)
- Kleber Mendonça Filho, réalisateur Bucarau ( Brésil)
- Edna Loughman, réalisateur Extra Ordinary ( Irlande)
- Mike Ahern, réalisateur Extra Ordinary ( Irlande)
- Matteo Augustín, Acteur Jesus shows you the way to the Highway ( Espagne)
- Guillermo Llansó, Acteur Jesus shows you the way to the Highway ( Espagne)
- Miguel Llansó, réalisateur Jesus shows you the way to the Highway ( Espagne)
- Israel Seonane, directeur de la photo Jesus shows you the way to the Highway ( Israël)
- Denis Côté, réalisateur Répertoire des villes disparues ( Canada)
- Benoît Forgeard, réalisateur Yves ( France)
- Christian Volckman, réalisateur The Room ( France)
- Carlo Mirabella-Davis, réalisateur Swallow ( États-Unis)
- Ant Simpson, réalisateur Come to Daddy ( Nouvelle-Zélande)

#### New cinema from Asia
- Fly by Night (2018) de Zahir Omar ( Malaisie)
- Fly Me to the Saitama (Tonde Saitama, 2019) de Hideki Takeushi ( Japon)
- First Love (Hatsukoi, 2019) de Takashi  Miike  ( Japon)
- Reside (2018) de Wisit Sasanatieng ( Thaïlande)
- The Fable (2019) de Kan Eguchi ( Japon)
- The Gangster, the Cop, the Devil (2019) de Lee Won-tae ( Corée du Sud)
- Shadow (Ying, 2018) de Zhang Yimou ( Chine)
- The Prey de Jimmy Henderson ( Cambodge)

##### Invités New Cinema from Asia
- Lee Won-tae, réalisateur The Gangster, the Cop, the Devil ( Corée du Sud)
- Takashi Miike, réalisateur First Love ( Japon)
- Saka Misako, productrice First Love ( Japon)
- Sarin Preap, acteur The Prey (invité surprise non annoncé au programme)

#### Cérémonie
- Le Daim (2019) de Quentin Dupieux ( France)
- Vivarium (2019) de Lorcan Finnegan ( États-Unis)

##### Invités Cérémonie
- Jean Dujardin, acteur Le daim ( France)

#### Films of the third kind
- Swoon (2019) de Måns Mårlind, Björn Stein ( Suède)
- Abou Leila (2019) de Amin Sidi-Boumédiène ( Algérie,  France,  Qatar)
- The Beach Bum (2019) de Harmony Korine  ( Royaume-Uni,  France,  États-Unis,  Suisse)
- Les réscapés (Wilkolak, 2018) de Adrian Panek ( Pologne,  Allemagne,  Pays-Bas)
- X - The eXploited (X, 2018) de Károly Ujj Mészáros ( Honduras)
- Freaks (2018) de Zach Lipovsky et Adam B. Stein ( Canada,  États-Unis)
- Feedback (2019) de Pedro C. Alonso ( Espagne,  États-Unis)
- Les Fauves (2018) de Vincent Mariette ( France)
- 7 Reasons to Run Away (from Society) (7 raons per fugir, 2019) de Gerard Quinto, Esteve Soler, David Torras ( Espagne)
- Romulus & Remus: The First King (Il primo re, 2019) de Matteo Rovere ( Italie,  Belgique)
- Skin (2018) de Guy Nattiv  ( États-Unis)
- Les chiens ne portent pas de pantalon (Koirat eivät käytä housuja, 2019) de Jukka-Pekka Valkeapää ( Finlande,  Lettonie)
- We Are Little Zombies (Wî â Ritoru Zonbîzu, 2019) de Makoto Nagahisa ( Japon)
- Achoura (2018) de Talal Selhami ( France,  Maroc)

##### Invités Films of the third kind
- Sergi Lopez, acteur 7 Reasons to Run Away ( Espagne)
- Gerard Quinto, réalisateur7 Reasons to Run Away ( Espagne)
- Jukka-Pekka , réalisateur Les chiens ne portent pas de pantalon ( Finlande)

#### Ultra movies
- Bliss (2019) de Joe Begos ( États-Unis)
- Ghost Killers vs. Bloody Mary (Exterminadores do Além Contra a Loira do Banheiro, 2018) de Fabrício Bittar ( Brésil)
- Girls with Balls (2018) de Olivier Afonso ( Belgique,  France)
- The Legend of the Stardust Brothers (Hoshikuzu kyôdai no densetsu, 1985) de Makoto Tezuka ( Japon)
- The Pool (2018) de Ping Lumpraploeng ( Thaïlande)
- Riot Girl (2019) de Jovanka Vuckovic ( Canada)
- Rise of the Machine Girls (Bakuretsu mashin shôjo - bâsuto mashin gâru, 2019) de Yûki Kobayashi ( Japon)
- Tone-Deaf (2019) de Richard Bates Jr. ( États-Unis)
- Tous les dieux du ciel (2018) de Quarxx ( France)
- Why Don't You Just Die! (Papa, sdokhni, 2018) de Kirill Sokolov ( Russie)

#### Amazing Switzerland
- Das Höllentor von Zürich (2018) de Cyrill Oberholzer ( Suisse)
- Der Unschuldige (2018) de Simon Jaquemet ( Suisse, Allemagne)

#### Amazing Stories of Cinema
- Friedkin Uncut (en) (2018) de Francesco Zippel ( Italie)
- Memory: The Origins of Alien (2019) de Alexandre O. Philippe ( États-Unis)
- Trumbull Land (2018) de Gregory Wallet ( France)
- You Don't Nomi (2019) de Jeffrey Mc Hale ( États-Unis)

#### Danes do it better
- A Horrible Woman (En frygtelig kvinde, 2017) de Christian Tafdrup ( Danemark)
- Bridgend (2015) de Jeppe Rønde ( Danemark)
- Exit (Cutterhead, 2018) de Rasmus Kloster Bro ( Danemark)
- Flow (Ækte vare, 2014) de Fenar Ahmad ( Danemark)
- The Guilty (Den skyldige, 2018) de Gustav Möller ( Danemark)
- Shelley (2016) de Ali Abbasi ( Danemark,  Suède)
- Winter Brothers (Vinterbrødre, 2017) de Hlynur Pálmason ( Danemark,  Islande)

##### Invités Danes do it better
- Ali Abbasi, réalisateur Shelley ( Suède)
- Johnny Andersen, producteur ( Danemark)

#### El Dorado
- Breve historia del planeta verde (2019) de Santiago Loza ( Argentine,  Allemagne,  Brésil,  Espagne)
- Monos (2019) de Alejandro Landes ( Colombie,  Argentine,  Suède,  Pays-Bas,  Allemagne,  Uruguay)
- Morto Não Fala (2018) de Dennison Ramalho ( Brésil)

#### Reflections of sub Saharan Africa
- Ashakara (1991) de Gérard Louvin ( Burkina Faso,  Togo,  Suisse)
- Au nom du Christ (1993) de Roger Gnoan M'Bala ( Côte d'Ivoire)
- Coz Ov Moni 2 (FOKN Revenge) (2013) de King Luu ( Ghana)
- Five Fingers for Marseilles (2017) de Michael Matthews ( Afrique du Sud)
- Hyènes (1992) de Djibril Diop Mambéty ( Suisse,  Sénégal,  France,  Royaume-Uni)
- Ojuju (2014) de C.J. 'Fiery' Obasi ( Nigeria)
- Touki Bouki (1973) de Djibril Diop Mambéty ( Sénégal)
- Viva Riva! (2010) de Djo Munga ( République du Congo,  France,  Belgique)
- Who Killed Captain Alex? (2010) de Nabwana I.G.G. ( Ouganda)
- Yeelen (1987) de Souleymane Cissé ( Mali, Burkina Faso)

#### Lanterne Magique
- Agatha, ma voisine détective (Nabospionen, 2017) de Karla von Bengtson ( Danemark)

#### Carte blanche
- Contact (1997) de Robert Zemekis ( États-Unis)
- District 9 (2009) de Neill Blomkamp ( Afrique du Sud,  Nouvelle-Zélande,  États-Unis,  Canada)
- Premier Contact (Arrival, 2016) de Denis Villeneuve ( États-Unis, Inde, Canada)

#### Fantoche
- La folle ménagerie

#### Classic Reloaded
- Alien, le huitième passager (Alien, 1979) de Ridley Scott ( États-Unis,  Royaume-Uni)
- L'Inconnu de Shandigor (1967) de Jean-Louis Roy ( Suisse)
- Looney Tunes (37-58) ( États-Unis)
- Pulp Fiction (1994) de Quentin Tarantino ( États-Unis)
- Space Is the Place (1974) de John Coney ( États-Unis)

### Courts-métrages

#### Swiss Shorts
- Bloc B (2019) de Nora Longatti
- Dispersion (2019) de Basile Vuilleumin
- Contrete (2018) de Pirmin Bieri, Aira Joana, Lucas Struchen et Nicolas Roth
- Existe ! (2019) de Luca Zuberbühler
- Fait divers (2018) de Léon Yersin
- Hand in Hand (2019) de Ennio Bruschetti
- Grimbart (2019) de Daniel Grabherr
- The lonely Orbit (2019) de Frederic Siegel et Benjamin Morard

#### International Shorts
- Delirium (2019) de Vahid Nami et Navid Nami ( Iran)
- How to be alone (2019) de Kate Trefry ( États-Unis)
- El Cuento (2019) de Lucas Paulino et Angel Torres ( Espagne)
- Mélopée (2019) d'Alexis Fortier Gauthier ( Canada)
- Please Speak Continuously and Describe Your Experiences as They Come to You (2019) de Brandon Cronenberg ( Canada)
- Under covers (2018) de Michaela Olsen ( États-Unis)
- Sous le cartilage des côtes (2018) de Bruno Tondeur ( France,  Belgique)

#### New Shorts from Asia
- Being of Neglected (2018) de Jakkrapan Sriwichai ( Thaïlande)
- Galapagos (2019) de Hur Bum-wook ( Corée du Sud)
- Centipede Noise (2019) de Kim Min-seok ( Corée du Sud)
- Piece of Meat (2019) de Jerrold Chong et Huang Junxiang ( Singapour)
- Secret life of Asians at Night (2019) de Keff ( Taïwan)
- Vinegar Bath (2018) d'Amanda Nell Eu ( Malaisie)
- Spirit of the Drowning Girls (2019) de Runze Cao ( Chine)

## Palmarès
| Prix                                                                      | Attribué à                                             | Pays                                          |
| ------------------------------------------------------------------------- | ------------------------------------------------------ | --------------------------------------------- |
| Prix H. R. Giger Narcisse du meilleur film                                | Extra Ordinary de Edna Loughman et Mike Ahern          | Irlande, Belgique                             |
| Mention spéciale de jury international                                    | Haley Bennett dans Swallow                             | États-Unis, France                            |
| Prix RTS du public                                                        | Extra Ordinary de Edna Loughman et Mike Ahern          | Irlande, Belgique                             |
| Méliès d'argent du meilleur long métrage européen                         | Abou Leila de Amin Sidi-Boumédiène                     | Algérie, France, Qatar                        |
| Prix Imaging The Future meilleur production design                        | Jesus shows you The way to the Highway de Miguel Lansó | Éthiopie, Espagne, Estonie                    |
| Prix du jury de la critique internationale                                | Swallow de Carlos Mirabella-Davis                      | États-Unis, France                            |
| Prix du meilleur film asiatique                                           | The Fable de Kan Eguchi                                | Japon                                         |
| Prix de la Jeunesse Denis-de-Rougemont                                    | Come to Daddy de Ant Timpson                           | Canada, Nouvelle-Zélande, Irlande, États-Unis |
| SSA/Suissimage Prix H. R. Giger Narcisse du meilleur court métrage suisse | Dispersion de Basile Vuillemin                         | Suisse                                        |
| Prix Taurus Studio à l'innovation                                         | Hand in Hand de Ennio Bruschetti                       | Suisse                                        |
| Nomination pour le Méliès d'Or du meilleur court métrage européen         | Dispersion de Basile Vuillemin                         | Suisse                                        |